# Mari Cruz Asensi
María de la Cruz Asensi Vidal, más conocida como Mari Cruz Asensi (Alfafar, 26 de diciembre de 1981) es una exjugadora de balonmano española.

## Trayectoria
Se presentó en 2005 a las órdenes de Gregorio García junto a Maru Sánchez y Laura Mihaela, la lateral izquierdo Marta Mangué, la central Tatiana Medved, y la también valenciana Rocío Guerola.
En 2008 y tras la consecución del campeonato de Liga del Elda Prestigio, el campeón de liga fichó a Mari Cruzpara sustituir a Begoña Fernández.
Debutó en Europa con el Cementos la Unión Ribarroja y después volvió a repetir con el Elda Prestigio y con el Valencia Aicequip.
Con el Elda Prestigio llegó a la final de la EHF Cup (actual EHF European League) en la 2009/10 en un equipo histórico en el que compartió la temporada con Vanessa Amorós, Aitziber Elejaga, Susana Fraile o la rumana Florica Chirila. Su último año en Elda fue intervenida del menisco externo de la pierna derecha.
Tras una temporada en el Monovar Urbacasas, con muchos problemas por los impagos de los patrocinadores secundariosdel conjunto monovero,  Cristina Mayo anunció que Mari Cruz había pedido la carta de libertad (cobró en 2014, tras sentencia judicial) y, en 2011, se anunció su fichaje por el Mar Sagunto de Susana Pareja, dónde hizo pareja con Eli Chávez.

### Clubes
- 2005-08 Cementos la Unión Ribarroja
- 2008-10: Elda Prestigio
- 2010-11: Monovar Urbacasas
- 2011-12: Valencia Aicequip

### Selección
Habitual en la júnior (incluido el Europeo del 2000 y el Mundial de 2001) y la juvenil (Europeo de 1999), dónde jugó un total de 42 encuentros, con la selección española absoluta debutó en marzo del 2009, en unos amistosos contra la selección holandesa y ha jugado 19 partidos con el combinado nacional, todos (menos uno) en ese mismo año 2009. Fue parte del conjunto que disputó los Juegos Mediterráneos de Pescara en 2009 pero, sin duda, su mayor gesta es el Mundial de 2009 donde aquel equipo consiguió la mejor posición hasta aquella fecha : el cuarto puesto tras perder el último partido ante Noruega. Jorge Dueñas se decantó por la valenciana tras la rotura del ligamento cruzado posterior de la rodilla derecha de Nerea Pena.

## Títulos y galardones

### Clubes
- 2 x Liga de España (2005-06, 2006,07)
- 1 x Copa de la Reina (2005-06)